# 田中清善
田中 清善（たなか きよよし、1951年7月19日 - ）は、日本の政治家。元新潟県阿賀野市長（3期）。

## 来歴
新潟県水原町（現・阿賀野市中島町）出身。水原町立水原小学校、水原町立水原中学校卒業。1970年（昭和45年）3月、新潟県立新発田商工高等学校（新潟県立新発田商業高等学校と新潟県立新発田南高等学校の前身）土木科卒業。同年4月、民間企業に就職。3年9か月勤務する。1976年（昭和51年）4月、早稲田大学理工学部土木科入学。1980年（昭和55年）3月、同大学卒業。同年4月、新潟県庁に入庁。2011年（平成23年）3月、県庁を退職。同年4月、株式会社東京設計事務所新潟市所に入社。2012年（平成24年）1月、退社。
2012年（平成24年）4月22日に行われた阿賀野市長選挙に出馬。前市議の雪正文、現職の天野市栄らを破り初当選を果たした（田中：10,335票、雪：7,887票、天野：7,195票）。投票率は68.54％。4月25日、市長に就任。
2015年（平成27年）9月9日、市議会9月定例会の本会議で次期市長選に出馬する意向を表明した。2016年（平成28年）の市長選で、前回戦った元職の天野市栄を破り再選。
2020年（令和2年）4月19日執行の市長選で元職の天野市栄、前市議の横井基至を破り3選。
2024年（令和6年）4月21日執行の市長選には出馬しないことを同年1月11日市役所内で行われた記者会見で表明した。